# Фразеологія
Фразеологія (від грецького phrasis — вираження, logos — вчення) — розділ мовознавства, у якому вивчаються лексично неподільні поєднання слів. Фразеологією називають також сукупність властивих мові усталених зворотів і висловів.
В широкому сенсі термін фразеологія  вживається в таких значеннях:
- розділ мовознавства, що вивчає фразеологічну систему мови
- сукупність фразеологізмів у мові
- своєрідні засоби вираження думки, притаманні певній соціальній групі, якомусь авторові тощо
- сукупність пишномовних нещирих висловів, позбавлених внутрішнього змісту.

Об'єктом дослідження фразеології як розділу мовознавства є стійкі вислови, їх семантика, структура, походження, роль у мові, взаємозв'язок із іншими мовними одиницями, зокрема словом і реченням.
Фразеологія — сукупність зворотів і висловів (словосполучень, речень), фразеологізмів, властивих тій чи іншій мові.
Одиниця фразеологічної системи називається фразеологізмом (лексико-граматична єдність двох і більше граматично оформлених компонентів).
Особливості фразеологізму:
1. Лексичне значення виражається сполученням кількох слів, значення фразеологізму єдине.
2. Постійне відтворювання одного й того самого компонентного складу.
3. Характеризуються стійкістю граматичних категорій.
4. Слова у складі фразеологізмів мають часто переносне значення.
5. Контекстуальна обумовленість вживання.

Фразеологічні зрощення — стійкі, неподільні словосполучення, зміст яких не виводиться із значень слів, що входять до фразеологізму: дати драла, врізати дуба.
Фразеологічні єдності — семантично неподільні й цілісні, але в них семантика частково мотивована значенням слів, що становлять фразеологізм. Єдності не мають такого міцного поєднання, як зрощення: зітерти (розтерти, стерти) на порох (зітерти в порох, на прах).
Фразеологічні сполучення — такі стійкі мовні звороти, у яких один із компонентів має самостійне значення, що конкретизується в постійному зв'язку з іншими словами: нічого в рот не брати (нічого не їсти), брати рушник (свататися).
Класифікація фразеологічних одиниць
В основі вітчизняної концепції класифікації ФО лежить семантична класифікація, яку запропонував російський мовознавець В. В. Виноградов. Він виділив три типи ФО: фразеологічні зрощення, фразеологічні єдності і фразеологічні сполучення.
Фразеологічні зрощення — семантично неподільні ФО, у яких цілісне значення невмотивоване, тобто не випливає зі значень компонентів (бити байдики, точити ляси, собаку з'їсти).
Фразеологічні єдності — тематично неподільні одиниці, але цілісне значення їх певною мірою мотивоване значенням компонентів (тримати камінь за пазухою, не нюхати пороху, прикусити язика).
Фразеологічні сполучення — це такі стійкі мовні звороти, які не є «безумовними семантичними одиницями», оскільки характеризуються складовими частинами. Одне слово у фразеологічному сполученні є стрижневим і не може бути замінене іншим, а ті слова, що його характеризують, допускають взаємну заміну чи підстановку (бере досада (зло, страх, жаль); порушити питання (справу, проблему); не сходити з язика (уст).
Зберігши три основні типи фразеологічних одиниць, М.Шанський виділив четвертий тип — фразеологічні вирази, що об'єднують такі стійкі у своєму складі і часто вживані фразеологічні звороти, які є не тільки семантично подільними, але й складаються цілком із слів із вільним значенням: Не все те золото, що блищить; Вовків боятися — в ліс не ходити.
Часто на позначення фразеологізмів можна почути термін ідіома (дехто з мовознавців співвідносить ідіоми зі зрощеннями і єдностями). Власне «Словник лінгвістичних термінів» (Д. І. Ганич, І. С. Олійник) пояснює цей термін так — стійкий неподільний зворот мови, що виражає єдине поняття, зміст якого не визначається змістом його складових елементів: байдики бити.

Фразеологія та українська література
В українській літературі (художній стиль) роль фразеологізмів полягає в тому, що слова та образи, персонажі набувають певного стилістичного забарвлення, авторської індивідуальності.
1. « — Я люблю, щоб дівчина була трохи бриклива, щоб мала серце з перцем, — сказав Карпо.»; «— В Семигорах нема де і втопиться, бо в ставках старій жабі по коліна, — сказав Карпо» ; «— Олена кругла, як цибулька, повновида, як повний місяць; в неї щоки, мов яблука, зуби, як біла ріпа, коса, як праник, сама дівка здорова, як тур: як іде, то під нею аж земля стугонить» ; «Хотина як вигляне в вікно, то на вікно три дні собаки брешуть, а на виду в неї неначе чорт сім кіп гороху змолотив»; «— Гарна… мордою хоч пацюки бий; сама товста, як бодня, а шия, хоч обіддя гни» ; «Але як тільки вона трохи сердилась, з неї спадала та солодка луска, і вона лаялась і кричала на ввесь рот» ; « — Будеш ти в мене циганської халяндри скакати, а не я в тебе» («Кайдашева сім'я» Іван Нечуй-Левицький).  Фразеологізми бувають різними, чи то в творі, чи то в статті:
2. [Архівовано 27 жовтня 2021 у Wayback Machine.]
3. «— Вилазь зараз же! Бо такого втру маку — тиждень чухатимешся!»; «Раз у раз злодійкувато озираємося — чи не заскочить нас зненацька дід, щоб нам'яти вуха» ; «Такого шелесту наробила — Ява не знав, куди й очі подіти. Стояв-стояв, червоний мов рак, а тоді як дав дриза — тільки п'ятами залопотів»; «Дулю з маком з тобою зробиш!» («Тореадори з Васюківки» Всеволод Нестайко).
4. [Архівовано 27 жовтня 2021 у Wayback Machine.]
5. «—Скільки-то люду… пішло на казенні хліба, а дехто попхався аж туди, де Макар телят пасе» («Дурниця» Панас Мирний). [Архівовано 27 жовтня 2021 у Wayback Machine.]